# جانگ سو وون
جانگ سو وون (انگلیسی: Jang Su-won؛ زادهٔ ۱۶ ژوئیهٔ ۱۹۸۰) خواننده اهل کره جنوبی است. وی از سال ۱۹۹۷ میلادی تاکنون مشغول فعالیت بوده‌است.